# Netscape Composer
Netscape Composer foi um editor HTML WYSIWYG, desenvolvido inicialmente pela Netscape, em 1997, como parte do Netscape Communicator; e vinha junto com a suíte Netscape nas versões 6 e 7. Além disso, o Composer também pode visualizar e editar o código HTML de páginas visualizadas no Netscape Navigator.
Foi desenvolvido inicialmente pela Netscape como um componente das suas suítes de internet, porém depois que a empresa foi comprada pela AOL em 1998, o desenvolvimento de seu código-fonte foi para o software livre e supervisionado pela Mozilla Foundation. 
A última versão do Netscape Composer foi lançado com o pacote Netscape versão 7.2. Não disponível em versões mais recentes, como o Firefox, a Mozilla decidiu se concentrar em aplicações stand-alone; e tal como o Netscape lançou o Netscape Navigator 8 em 2006; e o Netscape Navigator 9 em 2007, ambos baseados no browser Mozilla Firefox.
O SeaMonkey, sucessor das suítes Netscape e Mozilla, dispõe de um editor HTML, também chamado compositor, que é desenvolvido a partir do Mozilla Composer. Nvu e KompoZer são projetos distintos derivados do editor Composer.